# Pònt de Salamon
Pont-Salomon és un municipi francès situat al departament de l'Alt Loira i a la regió d'Alvèrnia-Roine-Alps. L'any 2007 tenia 1.788 habitants.

## Demografia

### Població
El 2007 la població de fet de Pont-Salomon era de 1.788 persones. Hi havia 680 famílies de les quals 178 eren unipersonals (110 homes vivint sols i 68 dones vivint soles), 175 parelles sense fills, 289 parelles amb fills i 38 famílies monoparentals amb fills.
La població ha evolucionat segons el següent gràfic:
Habitants censats

### Habitatges
El 2007 hi havia 783 habitatges, 696 eren l'habitatge principal de la família, 26 eren segones residències i 60 estaven desocupats. 554 eren cases i 229 eren apartaments. Dels 696 habitatges principals, 462 estaven ocupats pels seus propietaris, 225 estaven llogats i ocupats pels llogaters i 9 estaven cedits a títol gratuït; 2 tenien una cambra, 67 en tenien dues, 148 en tenien tres, 221 en tenien quatre i 259 en tenien cinc o més. 498 habitatges disposaven pel capbaix d'una plaça de pàrquing. A 248 habitatges hi havia un automòbil i a 361 n'hi havia dos o més.

### Piràmide de població
La piràmide de població per edats i sexe el 2009 era:
| Homes | Edats   | Dones |
| ----- | ------- | ----- |
| 0     | 95 o +  | 8     |
| 0     | 90 a 94 | 12    |
| 8     | 85 a 89 | 16    |
| 8     | 80 a 84 | 12    |
| 12    | 75 a 79 | 36    |
| 20    | 70 a 74 | 32    |
| 12    | 65 a 69 | 28    |
| 48    | 60 a 64 | 40    |
| 40    | 55 a 59 | 40    |
| 76    | 50 a 54 | 48    |
| 88    | 45 a 49 | 68    |
| 76    | 40 a 44 | 64    |
| 52    | 35 a 39 | 64    |
| 44    | 30 a 34 | 60    |
| 56    | 25 a 29 | 52    |
| 48    | 20 a 24 | 36    |
| 72    | 15 a 19 | 112   |
| 96    | 10 a 14 | 40    |
| 68    | 5 a 9   | 28    |
| 32    | 0 a 4   | 28    |

## Economia
El 2007 la població en edat de treballar era de 1.170 persones, 884 eren actives i 286 eren inactives. De les 884 persones actives 808 estaven ocupades (436 homes i 372 dones) i 76 estaven aturades (38 homes i 38 dones). De les 286 persones inactives 93 estaven jubilades, 99 estaven estudiant i 94 estaven classificades com a «altres inactius».

### Ingressos
El 2009 a Pont-Salomon hi havia 740 unitats fiscals que integraven 1.900,5 persones, la m anual d'ingressos fiscals per persona era de 17.457 €.

### Activitats econòmiques
Dels 74 establiments que hi havia el 2007, 2 eren d'empreses extractives, 4 d'empreses alimentàries, 2 d'empreses de fabricació de material elèctric, 13 d'empreses de fabricació d'altres productes industrials, 12 d'empreses de construcció, 16 d'empreses de comerç i reparació d'automòbils, 2 d'empreses de transport, 2 d'empreses d'hostatgeria i restauració, 2 d'empreses financeres, 3 d'empreses immobiliàries, 9 d'empreses de serveis, 5 d'entitats de l'administració pública i 2 d'empreses classificades com a «altres activitats de serveis».
Dels 15 establiments de servei als particulars que hi havia el 2009, 1 era una oficina de correu, 3 tallers de reparació d'automòbils i de material agrícola, 1 paleta, 2 fusteries, 4 lampisteries, 3 electricistes i 1 perruqueria.
Dels 6 establiments comercials que hi havia el 2009, 1 era una botiga de menys de 120 m², 1 una fleca, 1 una carnisseria, 1 una botiga de material esportiu, 1 una botiga de material de revestiment de parets i terra i 1 una floristeria.
L'any 2000 a Pont-Salomon hi havia 15 explotacions agrícoles que ocupaven un total de 148 hectàrees.

## Equipaments sanitaris i escolars
L'únic equipament sanitari que hi havia el 2009 era una farmàcia.
El 2009 hi havia 1 escola maternal i 1 escola elemental.

## Poblacions més properes
El següent diagrama mostra les poblacions més properes.